# Firefighter (låt)
Firefigther är en låt av den georgiska sångerskan Nutsa Buzaladze. Den släpptes den 11 mars 2024 och är skriven av Ada Satka och Darko Dimitrov. Låten var Georgiens bidrag i Eurovision Song Contest 2024 och blev det första georgiska bidraget att nå finalen sedan 2016.

## Eurovision Song Contest
Den 15 september 2023 bekräftade det georgiska sändningsföretaget GPB sin avsikt att delta i Eurovision Song Contest 2024 i Malmö. Den 12 januari 2024 tillkännagavs Nutsa Buzaladze vara landets representant och hennes låt skulle börja skrivas redan dagen efter. Bidraget "Firefighter" släpptes den 11 mars 2024.
Låten framfördes i den andra semifinalen som ägde rum den 9 maj 2024. Den slutade på en 8:e plats med 54 poäng och gick därmed vidare till finalen den 11 maj. Det var första gången sedan 2016 som Georgien gick vidare till finalen. Låten slutade på en 21:a plats i finalen med totalt 34 poäng.